# Lejb Zameczek
Lejb Zameczek (ur. ? , zm. prawdopodobnie w 1943 w Estonii) – polski malarz pochodzenia żydowskiego, członek wileńskiej grupy literacko-artystycznej Jung Wilne.

## Życie i działalność
Jego ilustracja znalazła się między innymi w wydanym w lutym 1935 r., drugim numerze Almanachu „Jung Wilne”. Była to grafika Milchome-motiw (Motyw wojenny). Jak pisze o niej Joanna Lisek w książce – Jung Wilne – żydowska grupa artystyczna:

Rysunek przedstawia dwie postacie stojące na ruinach miasta: jedna to kaleka wojenny bez ręki i nogi ukazany na tle cmentarnych krzyży, druga – gruby kapitalista z twarzą roześmianego błazna. Jerzy Malinowski widzi w tej postaci polityka bądź fabrykanta broni, wskazuje również na możliwość czerpania inspiracji z dokonań niemieckiego kierunku Neue Sachlichkeit (Nowa Rzeczywistość), a zwłaszcza z twórczości Georga Grosza.

W sierpniu tego samego roku Zameczek zaprezentował swoje prace na wystawie żydowskiej sztuki plastycznej zorganizowanej w związku ze Światowym Zjazdem JIWO w Wilnie. Na wystawie swoje prace prezentowało trzynastu artystów z Wilna, poza Zameczkiem byli to: R. Suckewer, B. Michtom, Sz. Efron i R. Chwoles z Jung Wilne i  M. Gloger, J. Kagans, J. Różański, J. Czarnocki, M. Prezman, W. Wolf, H. Gurewicz i E. Lebed. Na wystawie obecni byli między innymi tacy artyści jak Marc Chagall. Podobnie jak obrazy Racheli Suckewer i Bencijona Michtoma, prace Zameczka zostały skrytykowane za banalność i sugerowano, że nadają się jedynie do amerykańskich pisemek.
W kwietniu 1937 r. została otwarta wystawa młodych wileńskich artystów malarzy w Pasażu Bunimowicza przy ul. Zawalnej 21 w Wilnie. Spośród szesnastu młodych twórców prezentujących swoje prace, Jung Wilne reprezentowali Zameczek, Rafael Chwoles, Szejna Efron i Bencijon Michtom, poza tym na wystawie zobaczyć można było prace Gienia Grosmana, Hadasa Gurewicza, Wolfa Witala, Józefa Sztucera, Lili Klebanowej, Józefa Kagansa i Bera Rabinowicza.